# Phronia coritanica
Phronia coritanica är en tvåvingeart som beskrevs av Chandler 1992. Phronia coritanica ingår i släktet Phronia och familjen svampmyggor. Arten är reproducerande i Sverige. Inga underarter finns listade i Catalogue of Life.